# And the Forests Dream Eternally/Forbidden Spaces
And the Forests Dream Eternally/Forbidden Spaces — музичний альбом гурту Behemoth. Виданий 1997 року лейблом Last Episode. Загальна тривалість композицій становить 51:51. Альбом відносять до напрямку блек-метал, дез-метал.

## Список пісень
Behemoth — And The Forest Dream Eternally
1. «Transylvanian Forest»- 5:35
2. «Moonspell Rites»- 6:01
3. «Sventevith (Storming Near the Baltic)» — 6:08
4. «Pure Evil and Hate»- 3:09
5. «Forgotten Empire of Dark Witchcraft» — 4:12

Damnation — Forbidden Spaces
1. «Pagan Prayer» — 4:39
2. «Forbidden Spaces» — 4:37
3. «Time of Prophets» — 4:55
4. «The Rulling Truth» — 6:45